# Anthony Kouros
Anthony Kouros (5 de julio de 1997) es un deportista australiano que compite en judo. Ganó dos medallas en el Campeonato de Oceanía de Judo en los años 2017 y 2018.

## Palmarés internacional
| Campeonato de Oceanía | Campeonato de Oceanía | Campeonato de Oceanía | Campeonato de Oceanía |
| Año                   | Lugar                 | Medalla               | Categoría             |
| --------------------- | --------------------- | --------------------- | --------------------- |
| 2017                  | Nukualofa (Tonga)     | Medalla de oro        | –81 kg                |
| 2018                  | Numea (Francia)       | Medalla de plata      | –81 kg                |